# 南安 (花蓮縣)
23°18′06″N 121°15′31″E / 23.301615°N 121.258644°E
南安（布農語：Namuan、Lamungan），臺灣地名，位於花蓮縣卓溪鄉卓清村，是布農族巒社群為主的部落。其族人進出全仰賴臺30線聯繫玉里，再轉接臺9線可達花蓮、臺東等地，又或沿臺30線向東行，可直達花東海岸線。當地設有南安遊客中心，位於臺30線6公里處，距離玉里僅10公里車程，是玉山國家公園東部園區的門戶。在南安附近有鹿鳴橋、南安瀑布等景點，繼續沿臺30線向西行，最終可達瓦拉米步道口，由此入則沿八通關古道可達南投東埔。

## 歷史
根據《山地鄉之旅》的記載，約莫於1850年代，原居住在秀姑巒溪上游的喀西帕南社，有一戶18人全遷往下游定居，選擇於此建立部落，命名為「那麼剛」，其意為赭土，後又譯稱「那母安」。日本撤離臺灣後，國民政府將其改名，縮稱為「南安」。南安在布農語另有譯稱「那母灣」，意取部落位居盆地內，深受群山環繞，故而得名。日人為治理之便，不僅開闢八通關越嶺道，在沿線各設監視區及駐在所，並強制將山區各社的布農族人全遷移下山安置居住，並受到日人的政策安置，使晚來遷居的郡社群必須與原居於南安的巒社群一起居住，形成兩族群混居的新部落。自此開始，南安便成為秀姑巒溪最上游的部落。

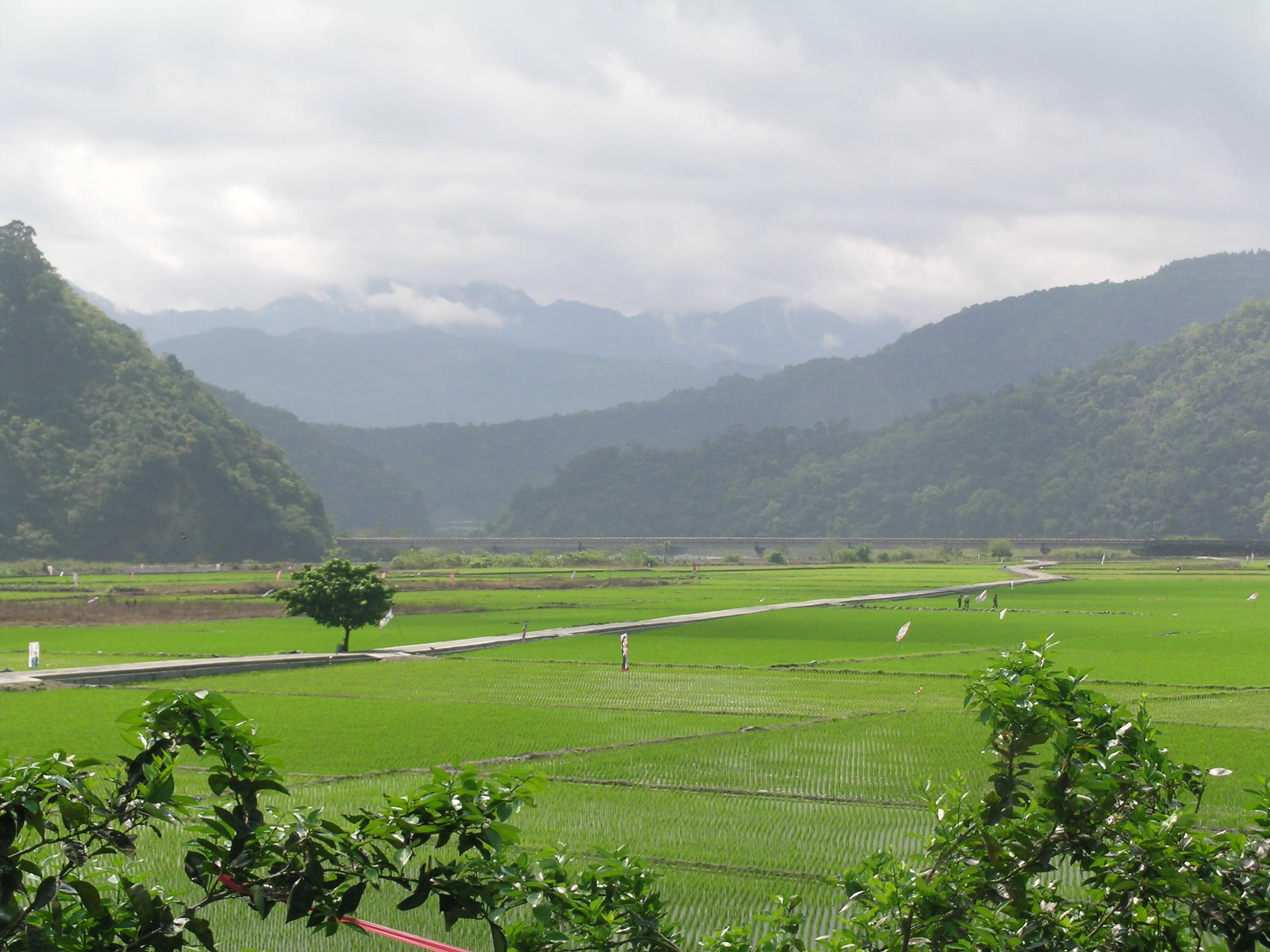
自南安遠望卓樂大橋橫跨拉庫拉庫溪。這座橋是中華民國政府為新中橫公路三條路線之一玉里玉山線而興建，為進出南安的唯一交通。

國民政府來臺後，為改善山區原住民的生活而頒布《山地施政要點》，並陸續頒定《山地人民生活改進運動辦法》、《獎勵山地實行定耕農業辦法》、《獎勵山地育苗及造林實施辦法》等政策，於1950年至1971年間，以輔導山區原住民移住，其中南安則於1957年自清水對面山林遷來，共計123戶642人移住。
1977年9月，蔣經國內閣提出新中部橫貫公路計畫，規劃嘉義玉山線、水里玉山線、玉里玉山線等三條路線，此舉引發國家公園的設立討論。1981年8月，玉里玉山線動工興建。1985 年4月，因內政部營建署的支持下，促成玉山國家公園的設立。1986年4月，因為環境影響評估的結果，認為對生態保育與自然面貌的維護有不良影響，俞國華內閣放棄興建，並依施工現狀給予停工。當時，玉山玉山線自玉里向西闢建，位置約在大心便中止，全線計長14.6公里。1991年1月1日，玉里玉山線通車啟用，尤以卓樂大橋橫跨拉庫拉庫溪的興建，改善了南安長久以來的交通問題。
1990年，玉山國家公園管理處出版一份規劃研究報告，為提升遊憩品質與生態平衡做出合理的規劃與適切的管理，故規劃東起卓麓，西迄可可爾博山，範圍8,042公頃的研究區設置「南安森林遊樂區」。1992年4月12日，玉山國家公園管理處在南安設立遊客中心， 並舉行啟用典禮。2009年5月，原住民族電視台為製作《尋找祖靈地》節目，邀請南安部落青年liav、中央研究院民族所研究學者lumaf和他的父親一同前往八通關古道沿線，調查布農族舊社遺址與舊地名，從中得知許多族人都因為日治時期被日人移居現今的花蓮南安、清水、卓樂……等地。2012年4月，花蓮縣部落大學在南安開設課程，與卓樂國小畢業學生一同參與尋根活動，由文史工作者何成忠、玉山國家公園解說員率領下，從傳統地名Ma-aivul的南安出發，探訪布農族舊社遺址及瞭解祖先的生活環境。

## 地理

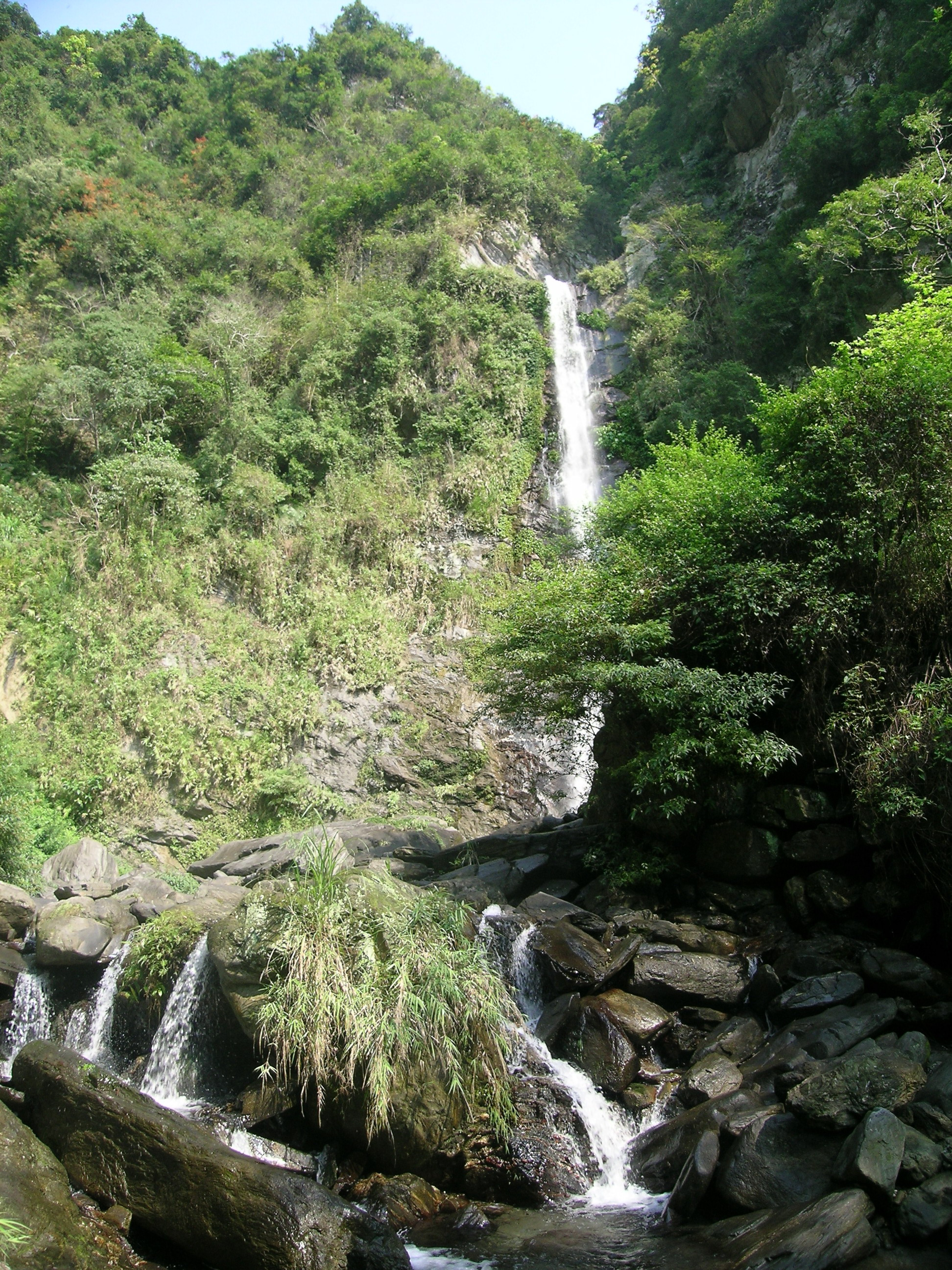
南安瀑布落差高度約50公尺，因拉庫拉庫溪的主流與支流發生差異侵蝕，造就出懸谷式瀑布。

南安是以布農族巒社群為主要居民的一個部落，其位置則距離玉里約10公里車程，與清水、卓麓等部落皆同屬卓溪鄉卓清村所轄。族人進出全仰賴臺30線與對外聯繫，向東直達玉里，可轉接臺9線通往花蓮、臺東，或繼續沿臺30線約30分鐘車程可抵達花東海岸線，向西直達瓦拉米步道口，由此入則沿八通關古道可通往南投東埔。臺30線為昔日臺18線，因玉里玉山線的闢建未成所留下的唯一對外道路，為玉山國家公園東部園區進出的門戶，故玉山國家公園管理處在當地設有遊客中心提供服務。
在南安遊客中心的門前存放一座八通關越道路開鑿紀念碑，是由楊南郡於1988年2月19日所尋獲，碑身的正面題「八通關越道路開鑿紀念」，背面則記載動工日、完工日、工期、動用人次、興建經費、傷亡人數及全線最高點的海拔標高等開鑿紀事。沿臺30線向西行，在南安至鹿鳴路段可見拉庫拉庫溪構成的環形丘地形景觀。距離南安遊客中心約2公里處有南安瀑布，發源自大里仙山，其落差高度約50公尺，上下有兩水潭，因拉庫拉庫溪的主流與支流發生差異侵蝕，造就出懸谷式瀑布。根據規劃研究報告，南安瀑布的腹地約0.5公頃，可容納50人駐足觀賞，為玉山國家公園景點之一。在臺30線有座鹿鳴橋橫跨拉庫拉庫溪，是通往鹿鳴駐在所的道路，該橋歷經二次興築新橋，第三代鹿鳴橋為1980年代落成的新橋，因橋塔被塗漆藍色，《八二粁一四五米》 則將該橋與南安瀑布並稱為南安兩大觀光景點。
南安海拔不到300公尺，座落於拉庫拉庫溪河岸階地，當地發展受限於山谷地形，其腹地有限，難以大規模開發。除南安遊客中心、南安警察小隊等機關建築在此設置外，其餘皆為布農族當地居民的住宅。正因南安腹地受限，故周邊擁有桐林山、卓溪山、清水山、大里仙山等山岳圍繞。包括南安瀑布，全區的地質屬於大南澳片岩、畢祿山層，各據東西兩部分布，交界約在鹿鳴橋附近位置，其中大南澳片岩分成太魯閣層、玉里層，本區的地質隸屬玉里層。玉里層岩性主要由黑色片岩（以石墨片岩為主）、矽質片岩為主，夾有綠色片岩或蛇紋岩，不含結晶石灰岩（大理岩）。畢祿山層又稱新高層，其岩性主要由板岩、千枚岩、石英岩互層所組成，又或以板岩、千枚岩為主，夾有薄層變質砂岩。

## 相關影片
- 《來自南安的明信片》

2016年由實陸比玖影像工作室製作，內政部營建署玉山國家公園管理處發布的南安情境式導覽影片，榮獲美國休士頓國際影展白金獎。

## 解
1. ↑  Lamungan有兩個地方：位於今南投的名間至集集一帶平原之地[2]；另一於今花蓮的南安[3][4]。
2. ↑  《山地鄉之旅》記載：「大約一四〇年前」，以該書的出版時間2001年推估，約1851年至1861年之間，即清咸豐元年至清咸豐十一年[1]。
3. ↑  行政院於2007年1月9日公告，原臺18線東段銜接臺9線之花蓮山風至玉里路段，計長15.026公里，全併入編制為臺30線[16]。
4. ↑  闢建未成指1986年4月發生行政院宣布放棄興建計畫之事，其原因除環境影響評估，也因為玉里玉山線是沿八通關古道興建，此時期有了玉山國家公園的設立而開始受到國家公園法保護，故而停建[12][13]。
5. ↑  南安瀑布的確切位置在臺30線4.126K，再根據《八二粁一四五米》第40頁顯示〈1：40,000 鹿鳴∼佳心主線〉地圖，其位置緊鄰卓安橋[10][11]。
6. ↑  在本條目陳列來源之中，除《花東縱谷國家風景區》網站介紹南安瀑布是採用「大裡仙山」記載[18]，其餘在《花蓮縣卓溪鄉行政區域圖》和《八二粁一四五米》皆是採用「大里仙山」記載[5][11]。